# Tour de France Femmes
Cet article traite de l'épreuve féminine créée en 2022. Pour l'ancienne compétition féminine, voir Tour de France féminin et la compétition masculine voir Tour de France.
Le Tour de France Femmes (également appelé Tour de France Femmes avec Zwift pour des raisons de parrainage) est une course cycliste sur route par étapes, disputée chaque année en France par des femmes depuis 2022.
Elle fait suite à la La course by Le Tour de France organisée de 2014 à 2022 et plus anciennement au Tour de France féminin disputé entre 1984 et 1989. Entre-temps, deux autres épreuves indépendantes ont été organisées mais n'ont pu tenir sur la durée, faute de moyens et de succès populaire : la Grande Boucle Féminine Internationale, disputée entre 1992 et 2009, et la Route de France féminine, disputée entre 2006 et 2016.
Le Tour de France Femmes est l'un des trois grands tours féminins avec le Tour d'Italie féminin et le Tour d'Espagne féminin.

## Histoire
Pendant longtemps, la pratique du cyclisme de compétition a été accaparée par les hommes. À défaut d'épreuves féminines, les femmes motivées par la compétition sportive pouvaient tenter de s'inscrire aux épreuves existantes, mais au risque d'essuyer un refus en raison de leur sexe. C'est ce qui serait notamment arrivé à Marie Marvingt, pionnière dans plusieurs disciplines sportives et alors âgée de 33 ans, qui vit son inscription au Tour de France 1908 refusée. Certaines sources affirment qu'elle aurait effectué cependant par elle-même les 14 étapes, en prenant le départ quelques minutes après les concurrents masculins, parvenant à boucler officieusement l'ensemble du parcours. La pratique cycliste sportive féminine avec des courses réservées aux femmes se développera lentement au cours de la deuxième moitié du XXe siècle.

### Le Tour de France féminin
Une première édition du Tour de France féminin est organisée en 1955 par Jean Leulliot. L'épreuve est composée de cinq étapes et 41 femmes sont au départ,. Remportée par la Britannique Millie Robinson, l'initiative reste sans suite.
À la faveur de l'introduction des premières épreuves cyclistes féminines aux Jeux olympiques de 1984 à Los Angeles, la Société du Tour de France, organisatrice du Tour de France masculin, décide d'instaurer la version féminine du Tour de France, la même année. De 1984 à 1989, le Tour de France féminin est ainsi couru en lever de rideau de l'épreuve masculine, mais sur un linéaire largement réduit par rapport aux hommes. La participation à partir de 1985 de Jeannie Longo et sa rivalité avec Maria Canins sur un itinéraire progressivement rallongé suscite un certain intérêt médiatique, mais aussi des remarques dévalorisantes de certains spectateurs et de certains coureurs comme Marc Madiot. En 1989, Jean-Marie Leblanc, le directeur du Tour de France, décide d’arrêter la course des femmes dans sa formule de l'époque (disputée les mêmes jours que l'épreuve masculine et sur un parcours commun), indiquant qu'elle est trop « contraignante sur le plan économique ». En 1990, cette épreuve change alors de date, de nom et de format : elle devient le Tour de la CEE féminin mais, désormais trop éloignée du feu des projecteurs du Tour de France, s'arrête en 1993,.

### La parenthèse alternative de la Grande Boucle internationale féminine et de la Route de France féminine
En 1992, une nouvelle épreuve organisée par Pierre Boué voit le jour : le Tour cycliste féminin, renommé Grande Boucle féminine internationale à partir de 1999. Cette épreuve est disputée entre 1992 et 2009. Alors que le cyclisme est confronté au dopage et qu'Amaury Sport Organisation interdit à tout organisateur concurrent l'utilisation des termes « Tour » et « maillot jaune », la notoriété de la Grande Boucle féminine reste limitée. Déclassée par l'UCI en 2005 en raison des lacunes récurrentes observées au niveau de son organisation, la Grande Boucle disparaît en 2009 sans jamais s'être imposée. En 2005, l'UCI lance un appel à candidatures pour une course à étapes majeure en France. La Route de France féminine voit ainsi le jour, sous la direction d'Hervé Gérardin, un ancien salarié d'ASO. Peu médiatisée, elle fait elle aussi face à des difficultés d'organisation, ce qui conduit à sa disparition en 2018, après deux éditions annulées successivement. Lors de ses dix éditions, entre 2006 et 2016, elle a tout de même fait émerger des coureuses comme Annemiek van Vleuten, lauréate en 2010.

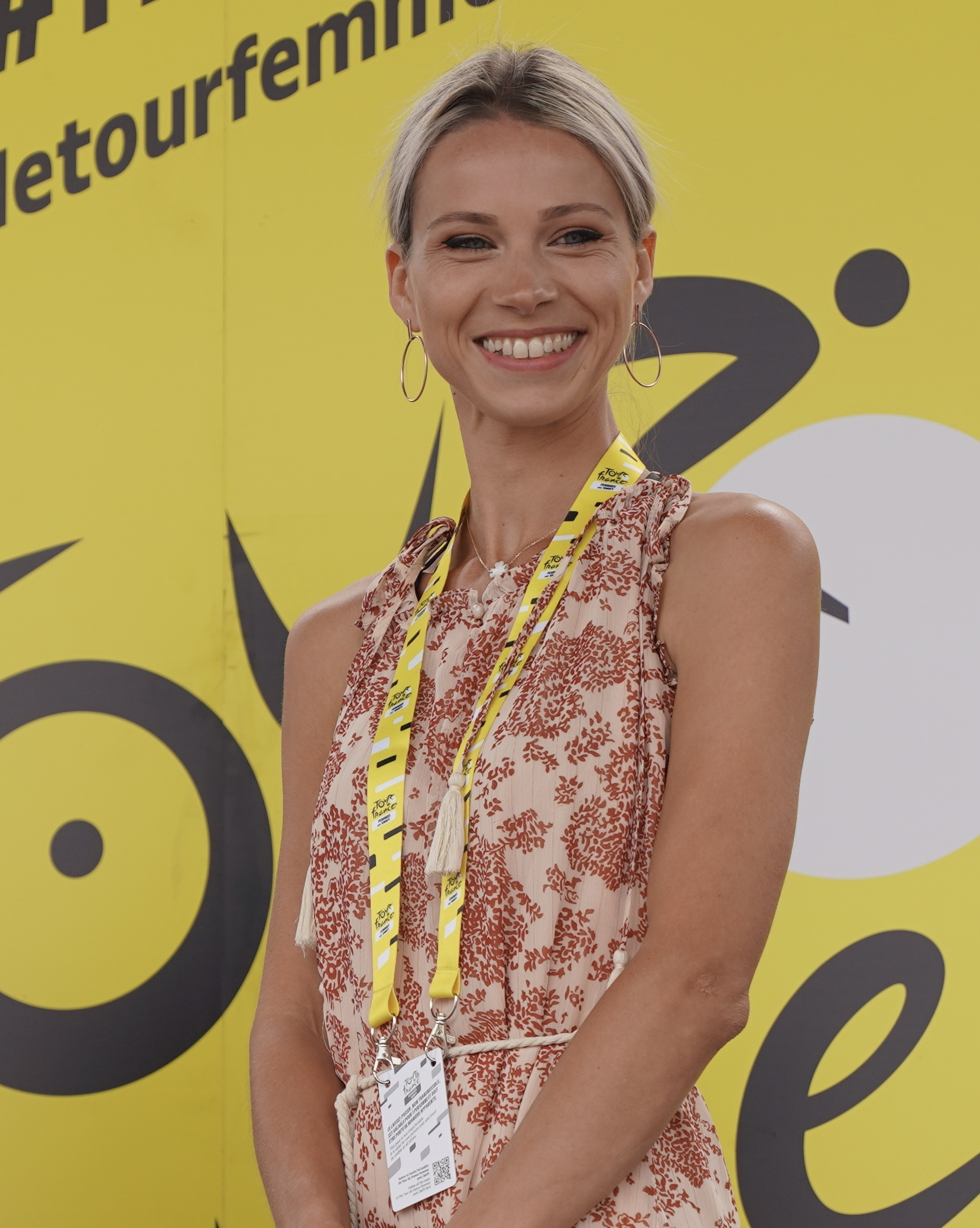
La directrice de la course Marion Rousse (ici en 2022).

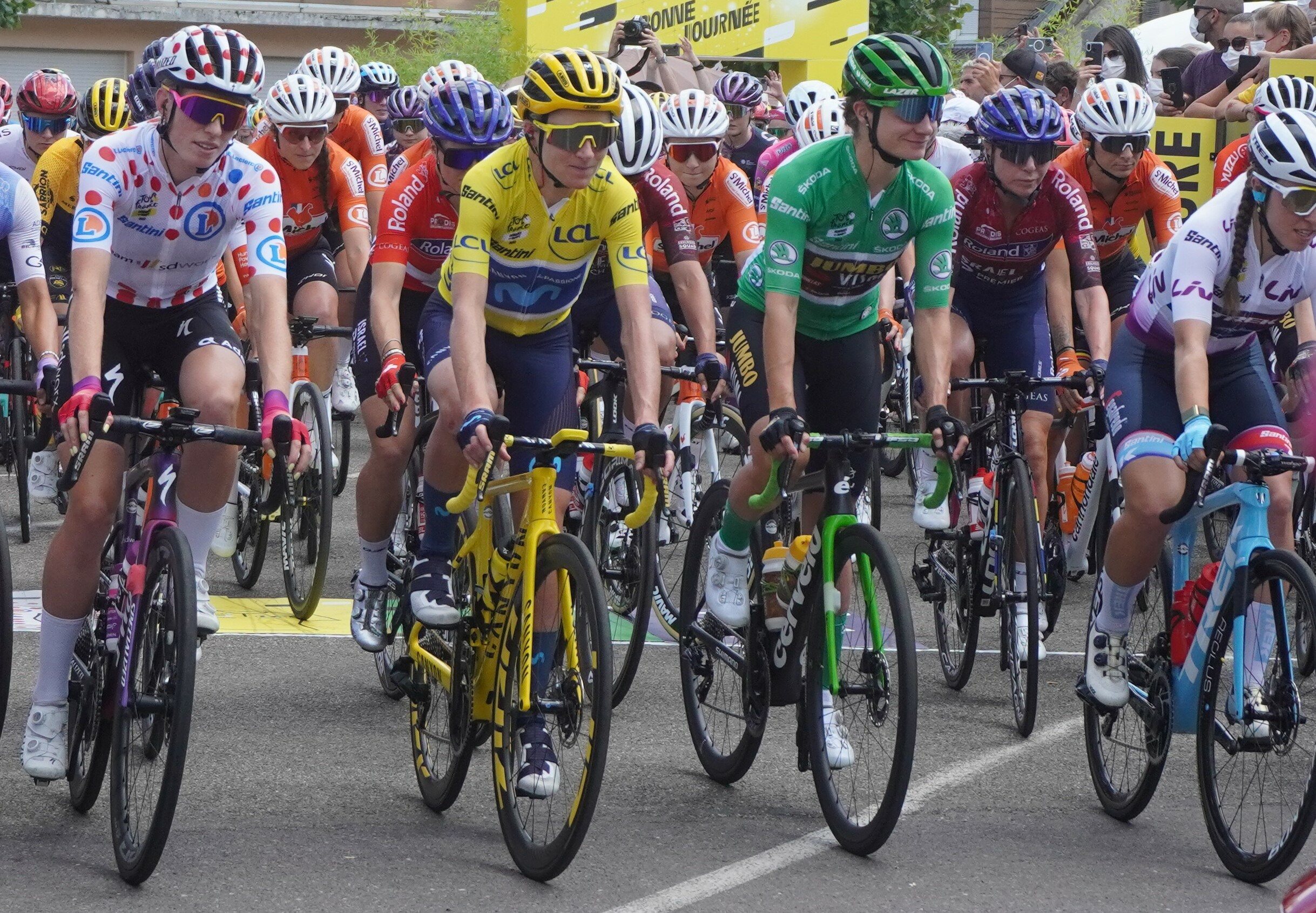
Départ de la dernière étape, le 31 juillet 2022 : Demi Vollering, Annemiek van Vleuten, Marianne Vos, Shirin van Anrooij.

### Le retour du Tour de France
La course by Le Tour de France, épreuve féminine d'un jour organisée entre 2014 et 2021 en lever de rideau d'une étape du Tour de France, le plus souvent celle des Champs-Élysées, rencontre un certain succès. Parallèlement l'association Donnons des elles au vélo, et des cyclistes comme Marianne Vos plaident pour une course en étapes, plus ambitieuse. Une pétition lancée en 2013 par la coureuse Kathryn Bertine réclamant le retour d'une édition féminine du Tour de France rassemble 96 000 signatures.
Amaury Sport Organisation décide en 2021 de relancer le Tour de France féminin et choisit de le nommer « Tour de France Femmes ». La première édition a lieu en 2022 et démarre de Paris sur les Champs-Élysées, le jour de l'arrivée du Tour de France 2022, le 24 juillet. Le montant total des prix s'élève à 250 000 €. La directrice du Tour Femmes est l'ancienne coureuse cycliste Marion Rousse,.
Après une édition 2023 entre Clermont-Ferrand et Pau, l'édition 2024 est marquée par un premier grand départ de l'étranger, à Rotterdam aux Pays-Bas. En raison de la tenue des Jeux olympiques d'été à Paris, l'épreuve est décalée et ne s'élance donc pas dans la foulée du Tour. La course débute ainsi le lendemain de la cérémonie de clôture des Jeux, les concurrentes disputant huit étapes en sept jours, du 12 au 18 août 2024, avec une arrivée finale au sommet à L'Alpe-d'Huez, haut lieu du Tour de France.

## Palmarès

### Podiums
| Année                 | Vainqueur              | Deuxième       | Troisième            |
| Tour de France Femmes |                        |                |                      |
| --------------------- | ---------------------- | -------------- | -------------------- |
| 2022                  | Annemiek van Vleuten   | Demi Vollering | Katarzyna Niewiadoma |
| 2023                  | Demi Vollering         | Lotte Kopecky  | Katarzyna Niewiadoma |
| 2024                  | Katarzyna Niewiadoma   | Demi Vollering | Pauliena Rooijakkers |
| 2025                  | Pauline Ferrand-Prévot | Demi Vollering | Katarzyna Niewiadoma |
| 2026                  |                        |                |                      |

### Classements annexes
| Année | Classement par points | Meilleure grimpeuse  | Meilleure jeune    |
| ----- | --------------------- | -------------------- | ------------------ |
| 2022  | Marianne Vos          | Demi Vollering       | Shirin van Anrooij |
| 2023  | Lotte Kopecky         | Katarzyna Niewiadoma | Cédrine Kerbaol    |
| 2024  | Marianne Vos          | Justine Ghekiere     | Puck Pieterse      |
| 2025  | Lorena Wiebes         | Élise Chabbey        | Nienke Vinke       |
| 2026  |                       |                      |                    |

## Retransmission télévisée
En 2022, la première étape est diffusée en direct sur France 2 avant la 21e étape du Tour de France. France 3 diffuse les étapes suivantes. Eurosport 1 diffuse également toutes les étapes en direct.
En 2023, les huit étapes sont diffusées en direct sur France 2. Pour la première fois, deux étapes (1er et 7e) sont proposées en intégralité.
En 2024 et 2025, les étapes sont à nouveau toutes diffusées en direct sur France 2.